# Seil Adasi
Seil Adasi är en ö i Eritrea. Den ligger i den nordöstra delen av landet, 140 km nordost om huvudstaden Asmara.